# Emmanuel Arowolo
Olawunmi Emmanuel Arowolo (* 7. August 1997 in Ifo) ist ein nigerianischer Sprinter.

## Sportliche Laufbahn
Erste Erfahrungen bei internationalen Meisterschaften sammelte Emmanuel Arowolo bei den U20-Weltmeisterschaften 2016 im polnischen Bydgoszcz, bei denen er über 200 Meter mit 21,16 s im Halbfinale ausschied, wie auch mit der nigerianischen 4-mal-100-Meter-Staffel. 2018 nahm er zum ersten Mal an den Commonwealth Games im australischen Gold Coast teil und gelangte dort über 200 Meter bis in das Halbfinale und wurde mit der nigerianischen 4-mal-100-Meter-Staffel im Finale disqualifiziert. Anschließend gelangte er bei den Afrikameisterschaften in Asaba über 200 Meter bis in das Halbfinale und schied dort mit 21,13 s aus. Zudem gewann er mit der Staffel in 38,74 s die Silbermedaille hinter dem Team aus Südafrika. Bei den IAAF World Relays 2019 in Yokohama wurde er sowohl mit der 4-mal-100- als auch mit der 4-mal-200-Meter-Staffel disqualifiziert. Anschließend nahm er an den Afrikaspielen in Rabat teil und schied dort mit 21,01 s im Halbfinale aus und sicherte sich mit der Staffel in 38,59 s die Silbermedaill hinter Ghana. Über 200 Meter qualifizierte er sich auch für die Weltmeisterschaften in Doha, bei denen er mit 21,07 s im Vorlauf ausschied.
2017 wurde Arowolo nigerianischer Meister im 200-Meter-Lauf.

## Persönliche Bestzeiten
- 100 Meter: 10,31 s (+0,5 m/s), 13. Juni 2018 in Lagos
- 200 Meter: 20,37 s (−0,3 m/s), 20. Juli 2019 in Yaoundé